# Glassan
Glassan (iriska: Glasán) är en ort i republiken Irland.   Den ligger i grevskapet An Iarmhí och provinsen Leinster, i den centrala delen av landet, 110 km väster om huvudstaden Dublin. Glassan ligger 52 meter över havet och antalet invånare är 198.
Terrängen runt Glassan är platt. Runt Glassan är det ganska tätbefolkat, med 67 invånare per kvadratkilometer. Närmaste större samhälle är Athlone, 6,6 km sydväst om Glassan. Trakten runt Glassan består i huvudsak av gräsmarker.